# Aphaenogaster loriai
Aphaenogaster loriai är en myrart som först beskrevs av Carlo Emery 1897.  Aphaenogaster loriai ingår i släktet Aphaenogaster och familjen myror. Inga underarter finns listade i Catalogue of Life.